# Shit talk
Le shit talk (en français : « dire de la merde ») est un sous genre de rap originaire des villes de Détroit et Flint dans le Michigan, initié par des artistes tels que Rio da Yung OG. Le shit talk se caractérise par des paroles nonchalantes, décalées ou humoristiques. Ce style a réussi à se développer de manière notable en France.

## Description
Le shit talk présente un discours sans filtre dans lequel le rappeur s'exprime librement, sans écriture préalable, assume ses contradictions et pratique l'autodérision, avec un humour parfois absurde. Musicalement, les flows des artistes sont nonchalants et parfois à contre-temps, tandis que les productions sont typiques du rap de Détroit, avec un son très saturé, des grosses caisses et des beats rapides entre 175 et 205 battements par minute. Les morceaux sont généralement courts,.

## Origines
Le shit talk est un style de rap originaire de Détroit et Flint (Michigan) à la fin des années 2010,. Il se développe en France dans les années 2020. Rio da Yung OG en est un pionnier, avec notamment son morceau Legendary.

## En France
Selon Mouv', l'esprit du shit talk peut être comparé à une tradition française incarnée par des artistes comme Despo Rutti dans les années 2000. Parmi les représentants du shit talk en France figurent Loto, Lasco, Nobodylikesbirdie, Irko et Stranogo,.